# Янгантауский сельсовет
Янгантауский сельсовет — муниципальное образование в Салаватском районе Башкортостана.
Административный центр — село Янгантау.

## История
Согласно Закону о границах, статусе и административных центрах муниципальных образований в Республике Башкортостан имеет статус сельского поселения.

## Население
| 2002  | 2009  | 2010  | 2012  | 2013  | 2014  | 2015  |
| ----- | ----- | ----- | ----- | ----- | ----- | ----- |
| 1857  | ↗2062 | ↘1858 | ↘1838 | ↗1841 | ↗1851 | ↗1872 |
| 2016  | 2017  | 2018  |       |       |       |       |
| ↘1864 | ↘1828 | ↘1785 |       |       |       |       |

## Состав сельского поселения
| № | Населённый пункт | Тип населённого пункта       | Население |
| - | ---------------- | ---------------------------- | --------- |
| 1 | Янгантау         | село, административный центр | ↘1017     |
| 2 | Чулпан           | деревня                      | ↘376      |
| 3 | Комсомол         | деревня                      | ↗221      |
| 4 | Ильтаево         | деревня                      | ↘153      |
| 5 | Мусатово         | деревня                      | ↘71       |
| 6 | Урдалы           | деревня                      | ↘20       |

## Достопримечательности
- Кургазак — ручей, минеральный источник, вытекающий из отрогов горного хребта Каратау на левобережье реки Юрюзань, находится в Салаватском районе Башкортостана. Окрестности источника заняты сосново-осиново-березовыми лесами, входящими в 1-ю санитарную зону курорта «Янгантау»[16][17][18].
- Янган-Тау — низкогорный, многопрофильный бальнеологический курорт[19][20][21].